# Гершвайлер-Петтерсгайм
Гершвайлер-Петтерсгайм (нім. Herschweiler-Pettersheim) — громада в Німеччині, розташована в землі Рейнланд-Пфальц. Входить до складу району Кузель. Складова частина об'єднання громад Глан-Мюнхвайлер.
Площа — 7,47 км2. Населення становить 1265 ос. (станом на 31 грудня 2020).

## Галерея

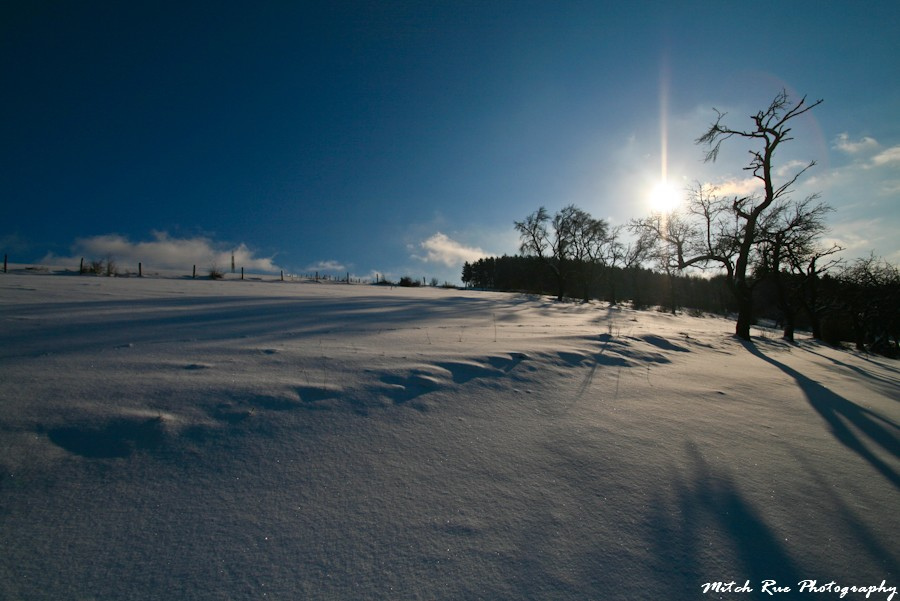
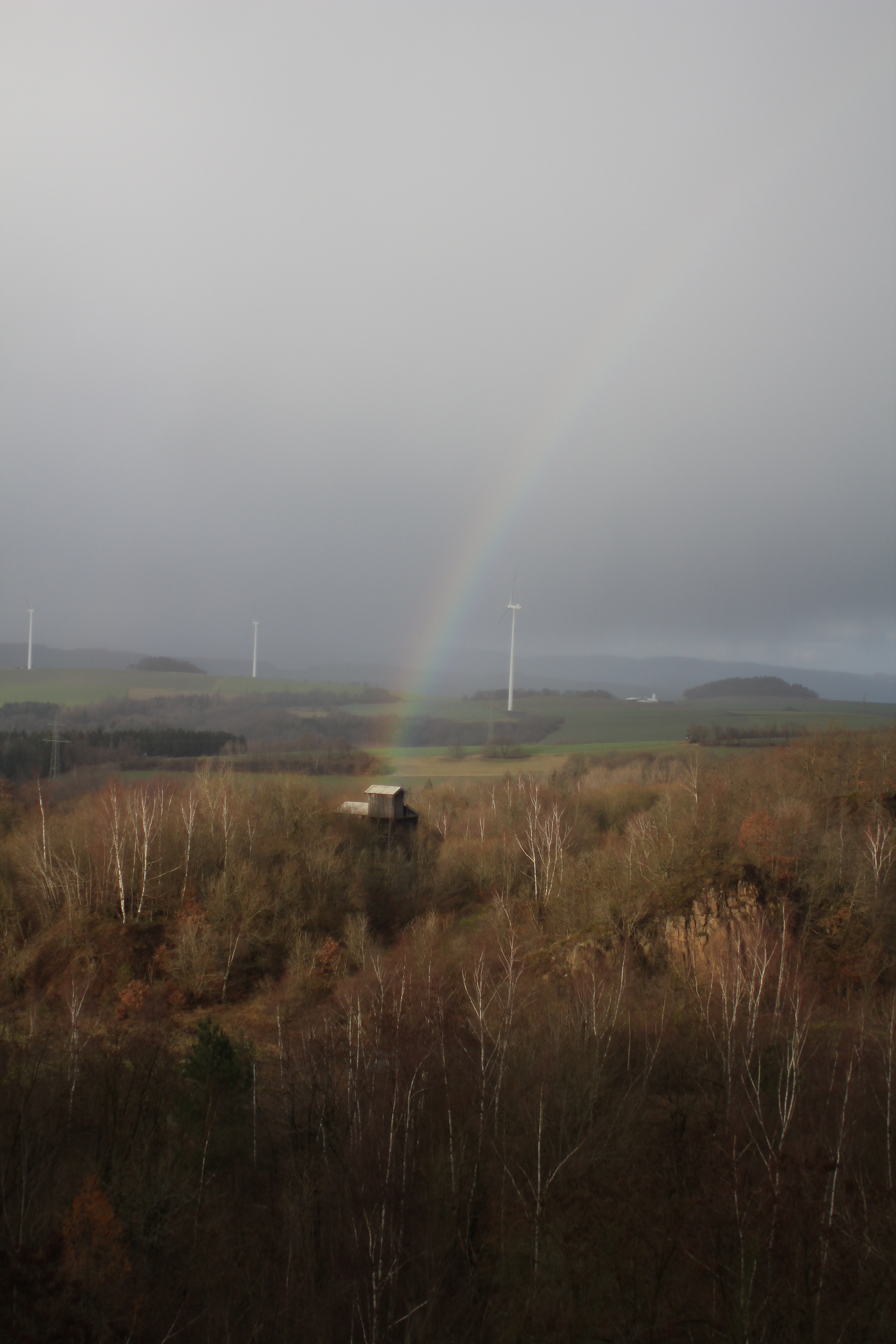